# Lavamünd
Lavamünd is een gemeente in de Oostenrijkse deelstaat Karinthië, en maakt deel uit van het district Wolfsberg.
Lavamünd telt 3314 inwoners.
Bad Sankt Leonhard im Lavanttal ·
Frantschach-Sankt Gertraud ·
Lavamünd ·
Preitenegg ·
Reichenfels ·
Sankt Andrä ·
Sankt Georgen im Lavanttal ·
Sankt Paul im Lavanttal ·
Wolfsberg
- Bibliothèque nationale de France: cb15077681g (data)
- Gemeinsame Normdatei: 4358480-9
- Virtual International Authority File: 247809438